# 班納敦 (北卡羅萊納州)
班納敦（英語：Bannertown）是位於美國北卡羅萊納州薩里縣的非建制地區。

## 地理
班納敦所處的海拔為高於海平面321米（即1053英呎），而該地所採用的時區為UTC-5，即北美东部时区（EST）。同時該地設有夏令時間，為UTC-5調快一小時，即UTC-4（EDT）。